# Eva León (violinista)
Eva León es una violinista española nacida en Las Palmas y radicada en Nueva York.

## Biografía
Eva León nació y se crio en Las Palmas de Gran Canaria, Islas Canarias, España. Asistió a su primer concierto a los tres años y comenzó a tocar el violín a los ocho.
A los trece años se mudó sola a Barcelona para continuar con sus estudios de violín bajo la tutela de Xavier Turull. También ha estudiado con los maestros Ruggiero Ricci (Salzburgo), José Luis García Asensio (Londres), y Oleg Krysa (EE. UU.). Fue becada para ampliar sus estudios por la Fundación Güell, Fundación Musical La Caixa y la Asociación Sofía Puche. En el año 2000 se instaló en la ciudad de Nueva York para proseguir su educación con Neil Weintrob y obtener un máster en Interpretación Musical en la Manhattan School of Music (Escuela de Música de Manhattan).

### Carrera
A los quince años León comenzó su carrera profesional. A los dieciocho años de edad ganó el concurso musical Juventudes Musicales de España, y a los veinte tuvo su debut en el Palacio de la Música, de Barcelona. Ha realizado gira de conciertos en Estados Unidos, Europa, América Latina y Medio Oriente. También realizó grabaciones para la radio y la televisión incluyendo la Televisión Nacional de Japón, Estados Unidos, México y España. 
Ha participado como solista con la Orquesta Clásica de Boston, la Orquesta Sinfónica Estatal de México, la Orquesta Filarmónica de Gran Canaria, la Orquesta Sinfónica de Tenerife, la Orquesta de Cámara del Ampurdán, la Sinfónica de Galesburgo, la Orquesta de Cámara de Bratislava, la Sinfónica de Las Cruces, la Sinfónica de Rockford, la Orquesta Sinfónica Nacional de Colombia, la Orquesta Sinfónica de Castilla y León y la Orquesta Sinfónica de Champaign-Urbana. Además, ha trabajado con numerosos directores de orquesta como Carlos Kalmar, Max Bragado-Darman, Steven Lipsitt, Enrique Bátiz, Steven Larsen y Baldur Bronniman.
León hizo su debut en el Carnegie Hall en 2006 y en 2009 debutó como solista en Boston con el Concierto para Violín de Mendelssohn junto a Steven Lipsitt y la Orquesta Clásica de Boston. También en 2009 se presentó como solista en el 60° aniversario de la Sinfónica de Knox-Galesburg en el teatro Orpheum y en el 2012 interpretó la Serenata de Leonard Bernstein con The New Bedford Symphony Orchestra.
En mayo del 2009 escribió un artículo publicado en la sección Master Class de la revista Strings Magazine titulado “Descubre la música de Cámara del compositor español Joaquín Turina”.
Eva León se declara una entusiasta de Johann Sebastian Bach y es una ávida intérprete del compositor español Pablo de Sarasate.

### Discografía
Su primer CD, con obras de Grieg, Sarasate, Turull y Toldra, fue grabado en 1996 bajo el sello Moraleda Records. En 2009 editó el primer CD para la discográfica Naxos con música de Joaquín Turina, lo que la convirtió en la primera violinista española en grabar repertorio de violín para este sello.
En 2011, León colaboró en el CD de Klassic Cat Records con la obra de Consuelo Colomer..

## Premios
- Competición Internacional de Violín Michaelangelo Abbado - Primer Premio.
- Ganadora del 33º Premio Anual "Artists International Annual Debut Prize" en New York.[20]
- Competición Internacional de Música María Canals - Laureada.[21]
- Ganadora de la competición de Violín y de la Mejor Interpretación en el premio “Amics de Joan Massiá”[5]
- Ganadora del Premio Juventudes Musicales de España.[22]
- Ganadora de la competición de violín Ciudad de Soria.[23]